# نادي الريان للنشاط الاجتماعي

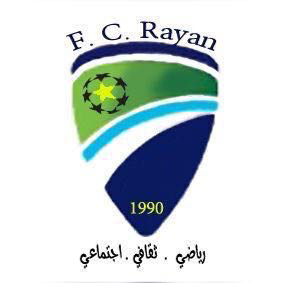
نادي الريان للنشاط الإجتماعي

نادي الريان للنشاط الاجتماعي، Rayan Club Social Activity هو نادي رياضي ثقافي اجتماعي تأسس عام 1990 م، وقد قام على أيدي شباب حي الربوة في مدينة غران في محافظة خليص، وأسس بدعم من أهالي حي الربوة وكان أول نادي تأسس في مدينة غران.

## شعار النادي
شريط أزرق غامق توج أعلاه برسم أحرف ترمز للنادي وهي (F.C.Rayan) ثم وشاح أخضر متدرج توج برسم عدد البطولات التي شارك فيها النادي تتوسط النجوم نجمة ذهبية وهي تشير إلى البطولة التي حصل عليها النادي ثم رباط أزرق فاتح ثم قاعدة الشعار بلون أزرق غامق كتب في أسفله تاريخ تأسيس النادي بلون أصفر.

## تاريخ النادي
تداول على رئاسة النادي رجال من حي الربوة منذ نشأته وحتى اليوم حيث يرأسه الآن الأستاذ / محمد بن مرعي الصحفي.

## نشاطات النادي

### النشاطات الثقافية
- يقام في النادي كل عام مسابقة الشريط والمطوية: حيث توزع على جميع سكان الحي فقط وخلال مدة محدد يتم أخذ الإجابات وفرزها واقامة حفل لتوزيع الجوائز.
- تقام في النادي دورات ومحاضرات ثقافية متنوعة في مجالات عديدة.

### النشاطات الإجتماعية
- تقام في النادي كل عام سفرة رمضانية تجمع جميع أهالي حي الربوة بما فيهم العمال على مائدة الإفطار.

### النشاطات الرياضية
- يقيم النادي خلال العام كل يوم خميس وجمعة تمرين رياضي لأهالي الحي.
- يقيم النادي كل عام في اجازة عيد الفطر دوري لكرة القدم للرجال: حيث يضم أربعة فرق كل فريق يحتوي على أحد عشر لاعب وخمسة لاعبين احتياط.
- يقيم النادي كل عام دوري لكرة القدم للأشبال: حيث يضم أربعة فرق يحتوي كل فريق على 9 لاعبين.
- يقيم النادي كل عام دورة لألعاب القوى المختلفة ( تسلق الجبال، الجري ).

## المباني
يحتوي النادي على مبنى إدارة النادي وصالات رياضية مغلقة وعلى ثلاث ملاعب لكرة القدم.